# Nduka Awazie
Nduka Awazie (né le 4 avril 1981) est un athlète nigérian spécialiste du 400 mètres.

## Carrière

### Palmarès
| Date | Compétition                  | Lieu   | Résultat | Épreuve    | Performance   |
| ---- | ---------------------------- | ------ | -------- | ---------- | ------------- |
| 1998 | Championnats du monde junior | Annecy | 1er      | 400 mètres | 45 s 54       |
| 1998 | Championnats d'Afrique       | Dakar  | 4e       | 400 mètres | 45 s 44       |
| 1998 | Championnats d'Afrique       | Dakar  | 3e       | 4 × 400 m  | 3 min 05 s 18 |
| 2000 | Jeux olympiques d'été        | Sydney | 1er      | 4 × 400 m  | 2 min 58 s 68 |

### Records
| Épreuve    | Performance | Lieu  | Date         |
| ---------- | ----------- | ----- | ------------ |
| 400 mètres | 45 s 44     | Dakar | 20 août 1998 |